# Aurach bei Kitzbühel
Aurach bei Kitzbühel je obec v Rakousku. Nachází se ve spolkové zemi Tyrolsko v okrese Kitzbühel a má přibližně 1 100 obyvatel.

## Poloha
Aurach leží asi pět kilometrů jižně od Kitzbühelu, v údolí Leukental uprostřed Kitzbühelských Alp, na cestě do průsmyku Thurn. Osada se dělí na Unteraurach, Oberaurach a několik roztroušených osad a vesnic. Díky turistickému ruchu ve spádové oblasti Kitzbühelu došlo v původních roztroušených osadách Haberberg a Kochau k čilému osídlení.
Katastrální území obce má rozlohu 54,2 km², z toho 12,7 % připadá na zemědělskou půdu, asi jedno procento na zahrady. 30 % na lesy a 50 % na horské louky. Z celkové plochy je 16,9 % osídleno.

### Části obce
Nejvýznamnějšími osadami jsou Haberberg, Haselwand, Kochau, Oberaurach, Sonnberg, Unteraurach a Wiesenegg-Grüntal. Historicky významné je dnes již zaniklé hornictví v okolí Kelchalmu.

## Sousední obce
| Kitzbühel |          | Fieberbrunn          |
|           |          |                      |
|           | Jochberg | Saalbach-Hinterglemm |

## Historie
Obec Aurach byla osídlena od nepaměti. Podle archeologických nálezů se již v letech 1000 až 800 př. n. l. na Kelchalmu těžila měď. Kolem roku 1500 př. n. l. zde bylo hornické středisko na řece Kelchalpe u Aurachu. Dvě hutnické chaty z doby kolem roku 3000 př. n. l. ukazují, že hornictví v této oblasti je ještě starší. Většina tehdejších ložisek kovu se vyvážela. Z té doby dodnes existují předměty, které si můžete prohlédnout v Kitzbühelském vlastivědném muzeu. Po ukončení těžby se osadníci z této oblasti stáhli.
Až v 7. století n. l. sem přišli noví osadníci a první písemná zmínka o obci Aurach pochází z roku 1289, kde je uvedena jako Orwiorwe. Toto slovo znamená vody turů (starohornoněmecky uro znamená pratur). V roce 1464 se v jochberské daňové knize uvádí Aurach jako součást čtvrti Jochberg. Do roku 1540 patřil Aurach k Bavorskému vévodství. V témže roce patřila obec ještě k Tyrolskému hrabství.
V roce 1833 se Aurach stal samostatnou obcí a právě v této době došlo k oživení hornictví. Měď se zde těžila ještě do roku 1926, poté se situace na trhu změnila a v důsledku toho tato činnost skončila.

## Znak
Blason: V modrém poli zlatá kostelní věž s cibulovou přilbou nad dvěma zkříženými zlatými hornickými kladívky.
Věž symbolizuje kostel zasvěcený svatému Rupertovi, jehož výrazná věž charakterizuje vzhled obce. Kladívka jsou připomínkou těžby mědi, jejíž počátky sahají až do druhého tisíciletí před naším letopočtem.
Znak byl obci udělen Tyrolskou zemskou vládou v roce 1982.